# Földra község
Földra község (románul: Comuna Feldru) község Beszterce-Naszód megyében, Romániában. Központja Földra, hozzá tartozik Várorja.

## Népessége
A 2011-es népszámlálás adatai alapján a község népessége 7669 fő volt.